# Galponya
Galponya (románul: Gălpâia) falu Romániában, Erdélyben, Szilágy megyében.

## Fekvése
Zilahtól légvonalban 16 km-re délkeletre (közúton 27 km-re), Almásrákos és Romlott között fekvő település.

## Története
A falu nevét 1350-ben említették először az oklevelekben Galpuna alakban. 1469-ben Galponya, 1492-ben Kalponya formában írták nevét.
A falu a szájhagyomány szerint egykor nem a mai helyén feküdt, hanem a Puszta nevű határrészen. Mostani helyére csak a Rákóczi szabadságharc utáni időkben költözött, erre enged következtetni az is, hogy a gyümölcsöskert és a templom még az 1900-as évek elején is e Puszta nevű helyen álltak.
1350-ben a fennmaradt oklevelek szerint Brassai Jakab birtokához tartozott.
1434-ben Zsombori Pétert és Tamást iktatták be itteni birtokába, de birtoka volt itt a Bélteki Drági családnak is.

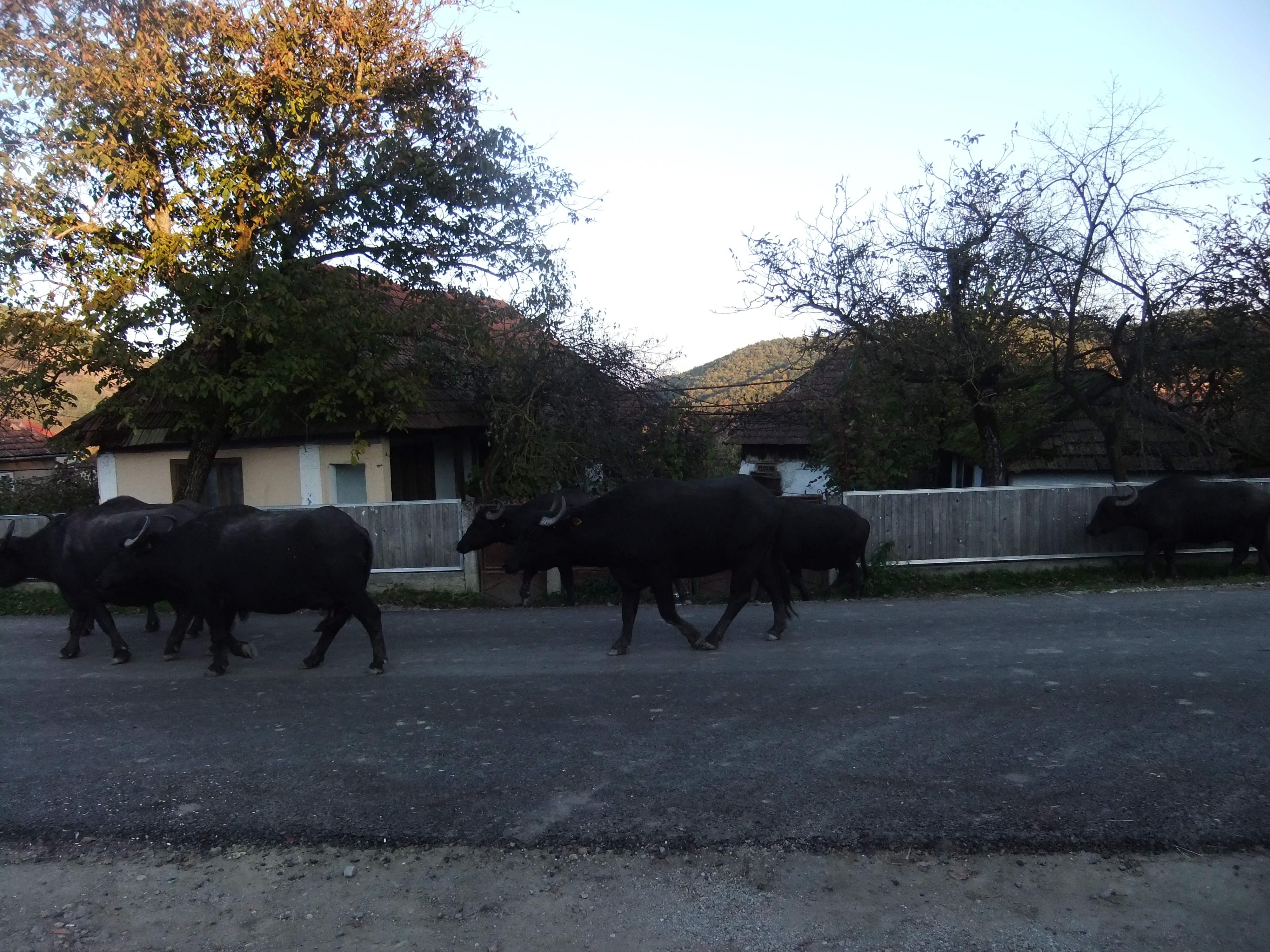
Bivalyok a faluban

1469-ben Zsombori Péter és László, valamint Drági Zsigmond és Tamás itteni birtokrészüket Monoszlói Csupor Miklós erdélyi vajdának és székely ispánnak zálogosították el.
1602 előtt Zsombori Farkas birtoka volt, de 1602-ben Básta György generális és Keövendi Székely Mihály tiszántúli kapitány Trogeri Lodi Simonnak adják érdemei jutalmául.
1722-ben Zsombori Farkas itteni birtokába Horváth Simont (az ő őse volt Trogeri Lodi Simon) iktatták be, de ennek Zsombori Zsigmond ellentmondott.
Az 1890-es összeíráskor a falunak 696 lakosa volt, melyből 692 fő oláh, 3 magyar, 1 német volt. A népességből 657 fő görögkeleti ortodox, 25 görögkatolikus, 14 izraelita volt. Házak száma ekkor 136.
A 2002-es népszámláláskor lakosa 489 közül 488 fő (99,8%) román, 1 (0,2%) magyar volt.

## Nevezetességek
- 18. századi görögkeleti fatemplomát 1939-ben Csucsára telepítették át.